# Joseph Schildkraut

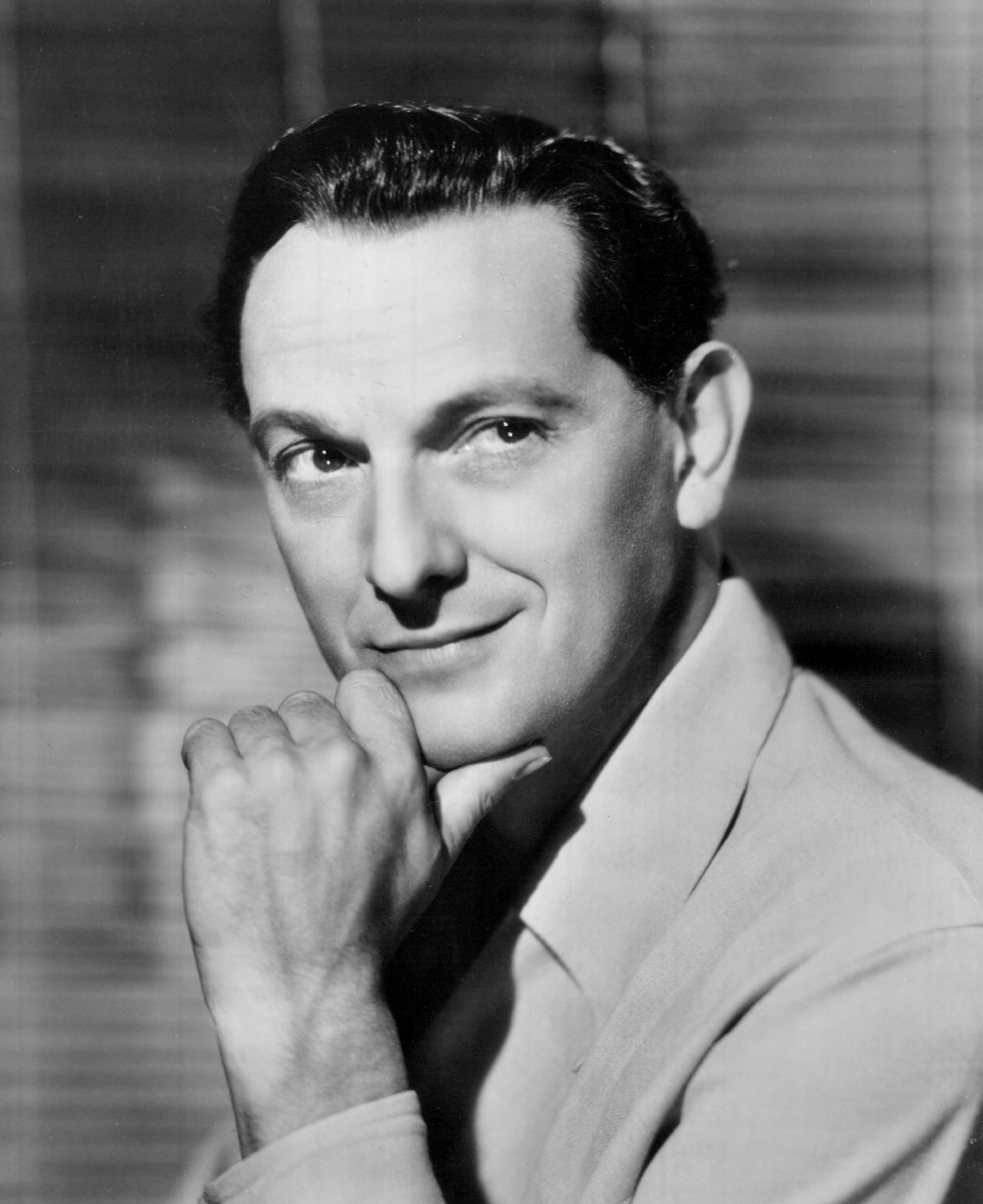
Joseph Schildkraut, 1953.

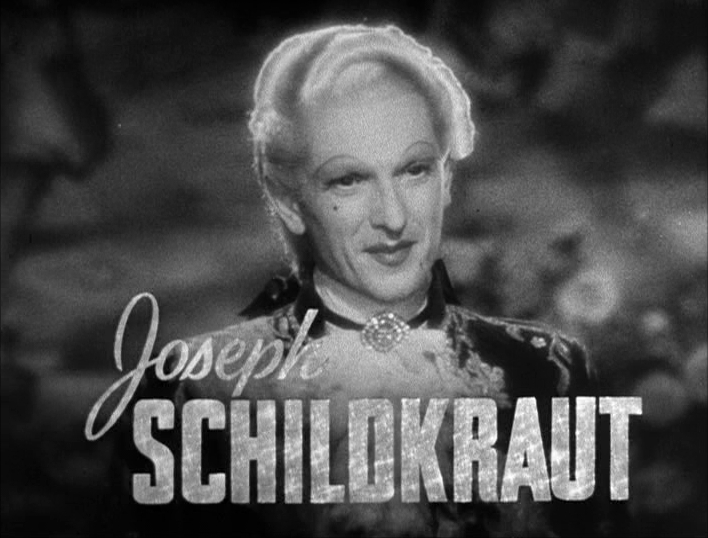
Joseph Schildkraut i Marie Antoinette.

Joseph Schildkraut, född 22 mars 1896 i Wien i Österrike, död 21 januari 1964 i New York, var en österrikisk-amerikansk skådespelare. Schildkraut tilldelades en Oscar för bästa manliga biroll för rollen som Alfred Dreyfus i filmen Emile Zolas liv 1937.
Han var son till den österrikiske skådespelaren Rudolph Schildkraut. Familjen kom till USA under tidigt 1900-tal och Schildkraut började verka både som filmskådespelare och teaterskådespelare i landet. Han medverkade i många Broadwayproduktioner och Hollywoodfilmer. Han har för sina filminsatser förärats med en stjärna på Hollywood Walk of Fame. Den finns vid adressen 6780 Hollywood Boulevard.

## Filmografi i urval
- 1916 – Der Glücksschneider
- 1921 – De föräldralösa
- 1925 – The Road to Yesterday
- 1927 – Konungars Konung
- 1928 – Tenth Avenue
- 1934 – Cleopatra
- 1937 – Emile Zolas liv
- 1938 – Marie Antoinette
- 1938 – Baronessan och hovmästaren
- 1939 – Dårskapens marknad
- 1939 – Mannen med järnmasken
- 1939 – När regnet kom
- 1940 – Den lilla butiken
- 1946 – Monsieur Beaucaire
- 1965 – Mannen från Nasaret